# مملكة الظل
مملكة الظل (بالإنجليزية: Shadow Realm)‏ هي التي تحتوي على أطياف المبارزين الذين هزموا في مبارزة الظل. أسست مملكة الظلال قبل 5000 سنة.وهي مؤلفة من الجانب المظلم من العالم الحقيقي، فهي تستمد قوتها من الجانب الشرير لناس.إنا مبارزات الظل عبارة عن لعبة جد خطيرة، حيث يتم فيها القتال حتى النهاية.ولها قواعد تختلف عن قواعد المبارزات العادية، فمثلا هجوم الوحوش يؤثر في الخصم(شعور الحقيقي بالألم).كلما انتهت نقاط الخصم، كلما استولت عليه مملكة الظل إلى أن تصل إلى الصفر، وبذلك ينتهي طيفه فيها